# Herman Ekern
Herman Lewis Ekern (* 27. Dezember 1872 bei Pigeon Falls, Trempealeau County, Wisconsin; † 4. Dezember 1954) war ein US-amerikanischer Politiker. In den Jahren 1938 und 1939 war er Vizegouverneur des Bundesstaates Wisconsin.

## Werdegang
Nach einem Jurastudium an der University of Wisconsin in Madison und seiner 1894 erfolgten Zulassung als Rechtsanwalt begann Herman Ekern in Whitehall in diesem Beruf zu arbeiten. Zwischen 1895 und 1899 war er Bezirksstaatsanwalt im Trempealeau County. Politisch schloss er sich der Republikanischen Partei an. Später wurde er Mitglied der 1934 aus einer Abspaltung der Republikaner entstandenen Wisconsin Progressive Party. Zwischen 1903 und 1907 saß Ekern in der Wisconsin State Assembly, deren Präsident er im Jahr 1907 war. Dabei war er an der Reform der Gesetzgebung für die Versicherungsbranche beteiligt. Im Jahr 1908 war er Ersatzdelegierter zur Republican National Convention, auf der William Howard Taft als Präsidentschaftskandidat nominiert wurde. Im Juni 1924 war er regulärer Delegierter auf dem Nominierungsparteitag seiner Partei. Damals wurde Präsident Calvin Coolidge zur Wiederwahl aufgestellt. 
Von 1911 bis 1915 war Ekern Versicherungsbeauftragter seines Staates; zwischen 1923 und 1927 bekleidete er das Amt des Attorney General von Wisconsin. Außerdem war er in den Jahren 1929 bis 1932 republikanischer Staatsvorsitzender. Nach dem Rücktritt von Vizegouverneur Henry Gunderson wurde Ekern von Gouverneur Philip La Follette zu dessen Nachfolger ernannt. Die Ernennung wurde durch einige Einsprüche verzögert und trat erst am 16. Mai 1938 in Kraft. Bis zum 2. Januar 1939 beendete er die laufende Amtszeit als Vertreter des Gouverneurs. Im Jahr 1938 kandidierte er erfolglos für den US-Senat.
Nach seiner Zeit als Vizegouverneur praktizierte Herman Ekern wieder als Anwalt. Bis 1943 gehörte er auch dem Vorstand der University of Wisconsin an. Bekannt wurde er zudem als Mitgründer der Religionsgemeinschaft Lutheran Brotherhood im Jahr 1917. Er starb am 4. Dezember 1954.